# SCAT Airlines

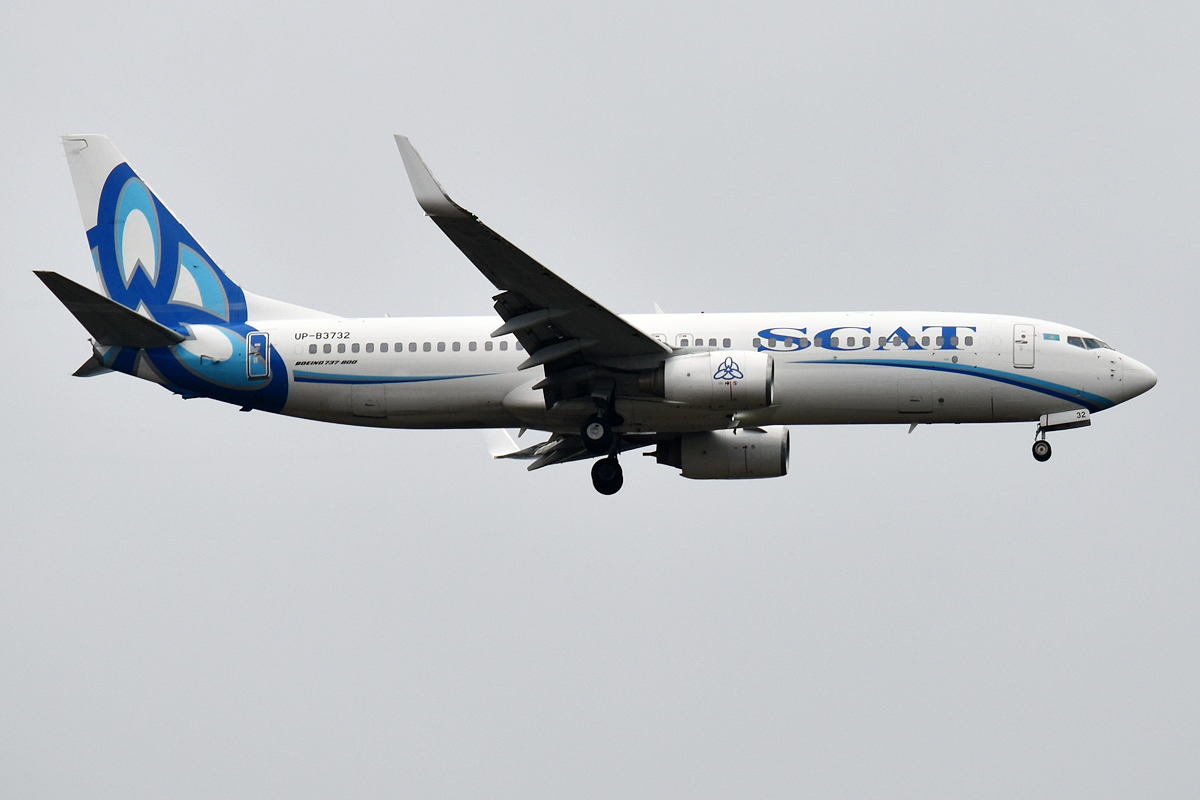
Un Boeing 737 de SCAT

La SCAT est une Compagnie aérienne dont le siège est à l'Aéroport international de Chimkent au Kazakhstan.

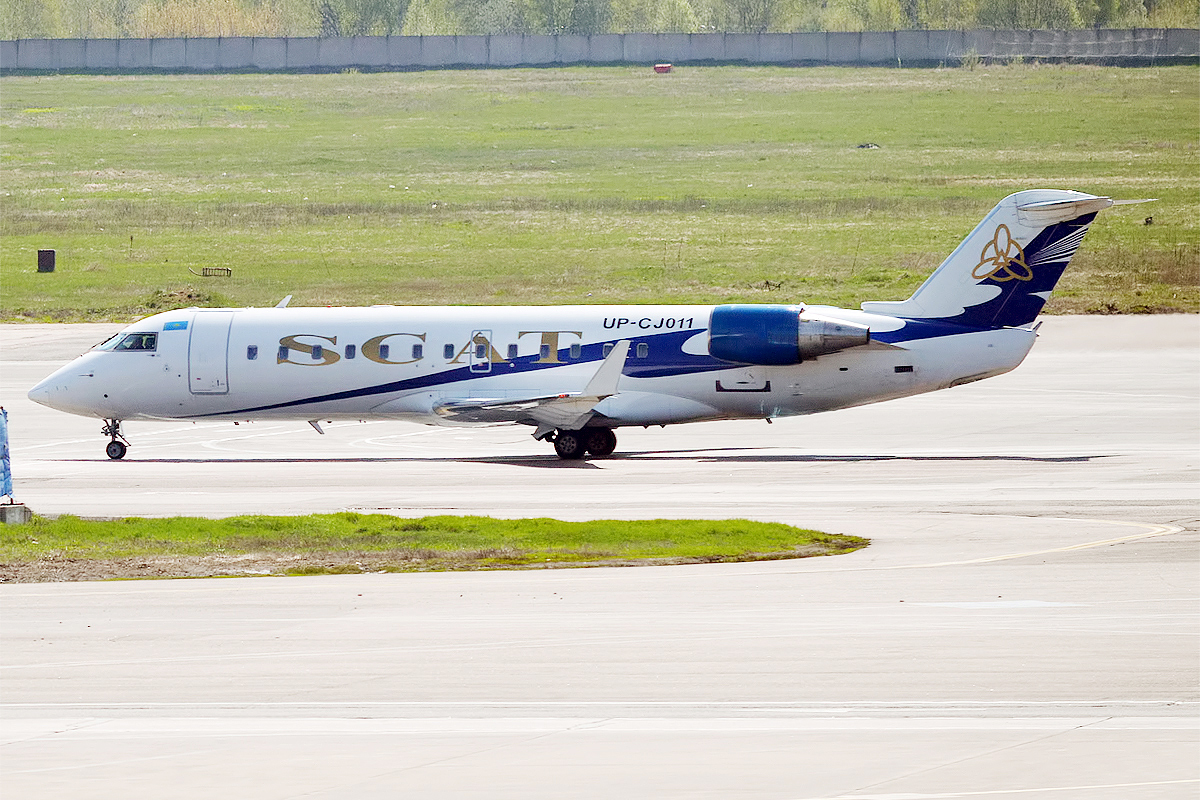
Bombardier CRJ 200 de la compagnie

## Histoire
La compagnie SCAT Airlines est établie en 1997. Son nom est la contraction de Special Cargo Air Transport. Elle est détenue par Vladimir Denissov à hauteur de 53% et Vladimir Sytnik à hauteur de 47%.
SCAT crée sa filiale Sunday Airlines, compagnie charter avec quatre Boeing 757 et un Boeing 767.
En août 2015, une lettre d'intention est signée portant sur l'achat de 15 Sukhoï Superjet 100, le premier d'entre eux devant arriver à partir de l'année suivante. Cependant cette opération, un temps repoussée, n'est finalement pas conclue en raison des conditions de leasing des avions.
En novembre 2017, la compagnie commande six avions Boeing 737 MAX-8 qu'elle commence à recevoir en 2018,.
En 2018, l'UE lève ses restrictions sur les vols dans l'espace aérien européen de la compagnie et en mai, Vilnius devient la première destination européenne de SCAT. En mars de la même année, elle devient membre à part entière de l'AITA (Association internationale du transport aérien) devenant ainsi le second membre kazakhe après Air Astana.

## Description
Elle assure des vols vers les villes principales du Kazakhstan et des pays voisins. 
Sa base principale est l'aéroport international de Chimkent, et ses autres hubs à l'aéroport Ak Zhol d'Oural, l'Aéroport international d'Aktaou, l'aéroport international d'Astana, l'aéroport international d'Atyraou, l'aéroport de Kyzylorda et l'aéroport international d'Almaty.

## Classements internationaux
À 2018, la levée de toutes les restrictions sur les vols dans l'espace aérien européen.

## Flotte
En novembre 2020, SCAT exploite les appareils suivants:
En novembre 2017, la compagnie a conclu un contrat ferme sur l'achat de six avions de la nouvelle génération de Boeing 737 MAX 8 avec une société américaine Boeing. 
Le 29 mars 2018, la flotte de la compagnie reconstitue la première dans les pays post-soviétiques Boeing 737 MAX 8 (avec les moteurs CFM International LEAP-1B).
C'est le premier des six Boeing 737 MAX 8 achetés.

## Incidents et  accidents
Le 29 janvier 2013 les 16 passagers et les 5 membres de l’équipage du vol 760 sont morts dans le crash du CRJ200 assurant le vol. Dans un brouillard épais, l’avion parti de Kokchetaou s’est écrasé à 13 h 13 heure locale à 5 kilomètres de sa destination, l’aéroport d'Almaty.
Le 16 juin 2015, un Boeing 737-300 a pris feu sur le tarmac de l'aéroport d'Aktaou (Kazakhstan) lors de la préparation de l'appareil, détruisant partiellement l'appareil. Un employé de la compagnie a été légèrement brûlé.

## Galerie

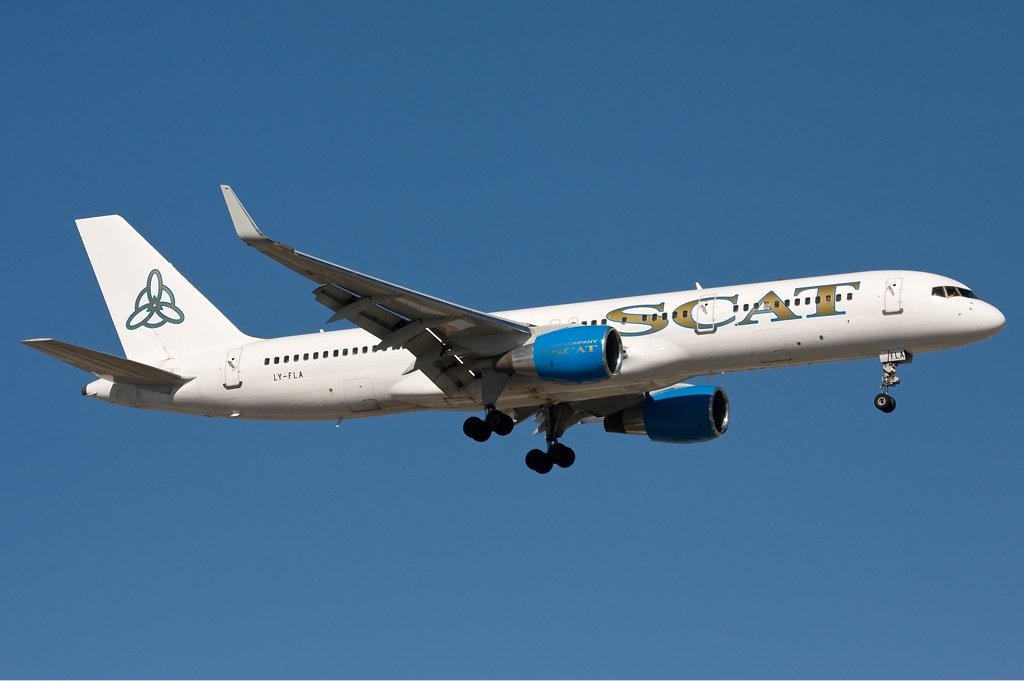
Boeing 757-200 à l'Aéroport d'Antalya (2009).
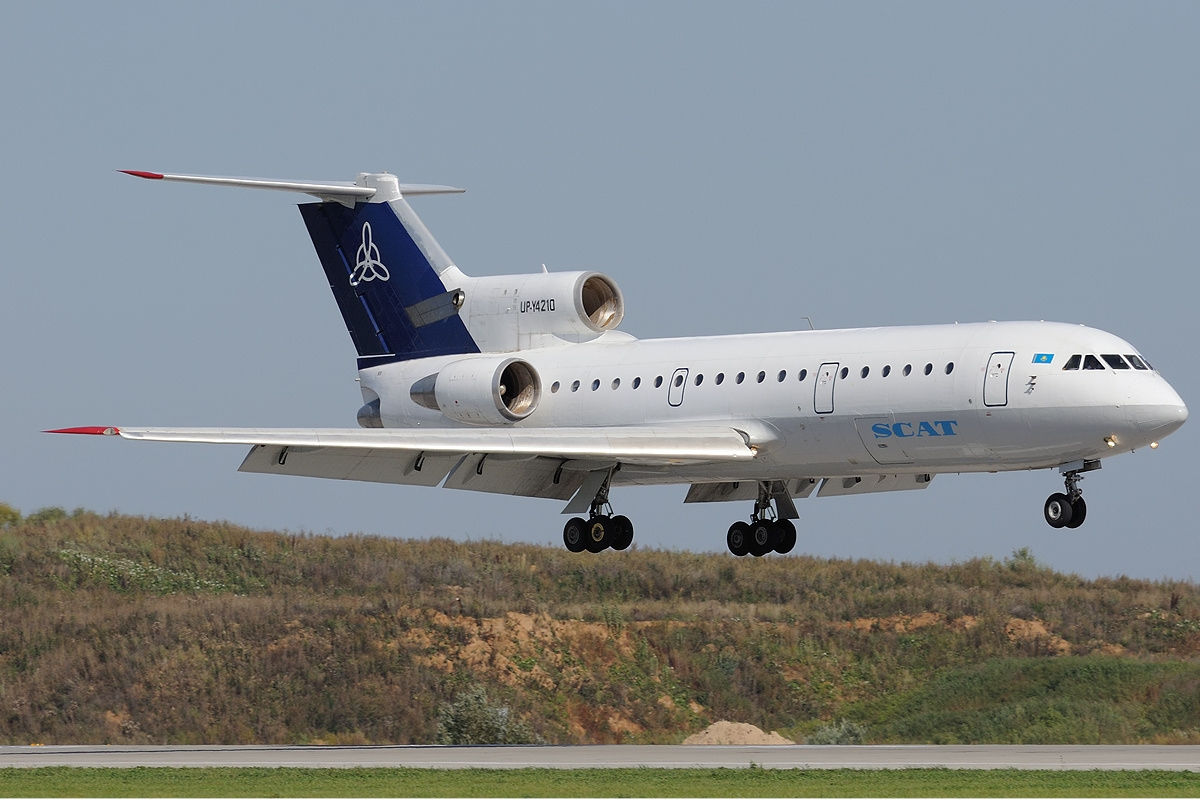
Yakovlev Yak-42 à l'aéroport de Moscou-Domodedovo (2009).
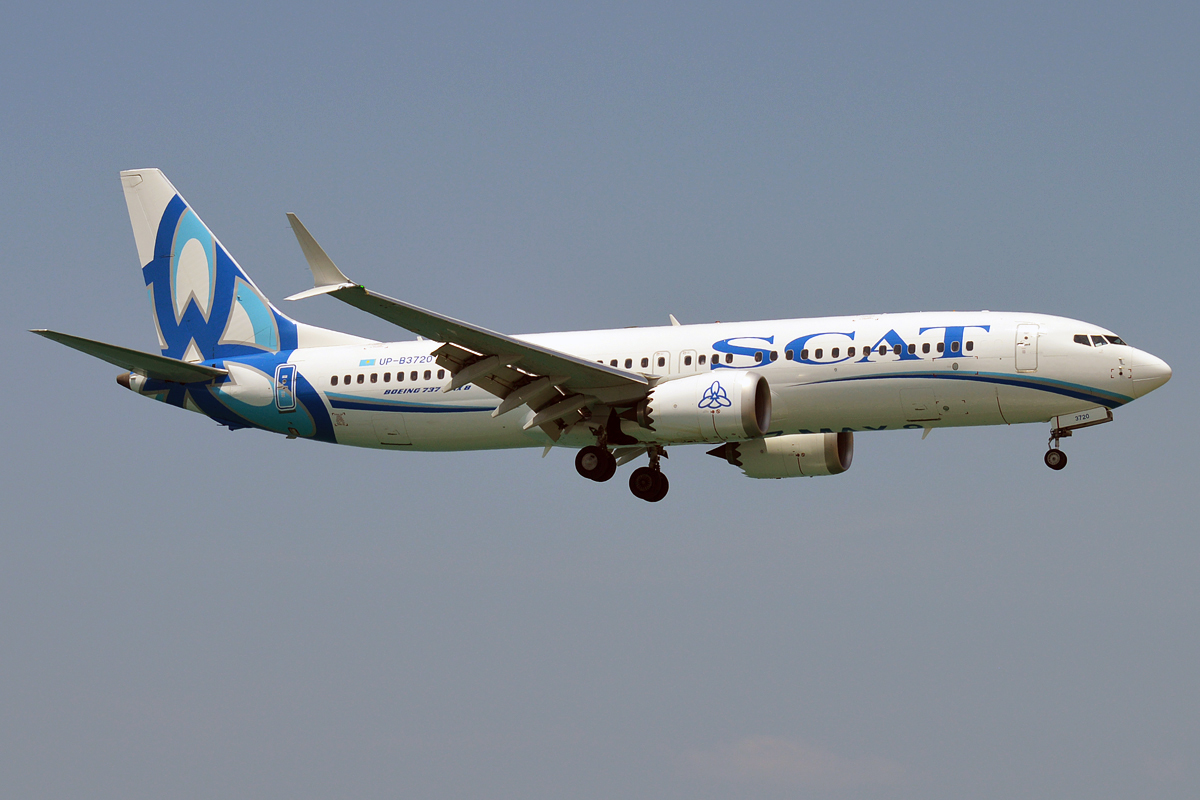
Boeing 737-8 MAX de SCAT Airlines